# Gradec
Grádec (nemško Graz) je glavno mesto avstrijske zvezne dežele Štajerske ob reki Muri in je drugo največje mesto v Avstriji, s 303.000 stalnimi in preko 330.000 dejanskimi prebivalci, v širšem velemestnem območju pa jih šteje še enkrat več, torej kar okoli 660.000, kar predstavlja polovico prebivalstva dežele. 
V mestu je sedež rimskokatoliške graško-sekovske škofije (ki se ozemeljsko pokriva z avstrijsko Štajersko), prav tako je v mestu več univerz : Univerza Karla Franca (od katere se je leta 2002 osamosvojila Medicinska univerza), Tehniška univerza v Gradcu (nekdanja Tehniška visoka šola) in Umetniška univerza (Univerza za glasbo in uprizoritvene umetnosti), pa tudi deželni muzej Joanneum, imenovanega po ustanovitelju, nadvojvodi Janezu.
Gradec je edino mesto s posebnim statutom na avstrijskem Štajerskem (mesto s statusom okraja). Sklenjeneno urbano območje mesta obsega 16 mestnih četrti: I. Innere Stadt; II. St. Leonhard; III. Geidorf; IV. Lend; V. Gries; VI. Jakomini; VII. Liebenau; VIII.St. Peter; IX. Waltendorf; X. Ries; XI. Mariatrost; XII. Andritz; XIII. Gösting; XIV. Eggenberg; XV. Wetzelsdorf; XVI. Strassgang in še nekaj naselij, ki spadajo v njih: Algersdorf, Baierdorf, Harmsdorf, Krottendorf, Webling, Hart, Neu-Hart, Puntigam, Rudersdof, Murfeld, Engelsdorf, Neudorf, Neufeld, Messendorf, Ragnitz, Kroisbach, Mariagrün, Unterweizbach ter satelitska obmestna naselja Hochgreit na severu, Gemeinde Gratwein in Judendorf-Strassengel na severozahodu, Seiersberg, Pirka, Feldkirchen bei Graz, Raaba, Lamberg, Hart bei Graz, Karlsdorf bei Graz, Reindorf na jugu in jugovzhodu itd. 

## Etimologija
Nemško ime mesta Graz izvira iz slovenske besede »Gradec«. V slovenščini »Gradec« pomeni »mali grad«, praslovanski koren *gordъ pa pomeni tudi naselbino, ograjeni prostor in mesto, tako da se ime Gradec verjetno nanaša na »malo mesto«. V večini jezikov uporabljajo nemško obliko imena Graz, Čehi pa ga pišejo kot Štýrský Hradec.

## Zgodovina
Najstarejša naselbina na področju današnjega mesta datira v bronasto dobo, vendar ne obstoja zgodovinska kontinuiteta naselbine do srednjega veka. Ime mesta in nekatere arheološke najdbe pričajo o majhnem gradu Slovanov, ki je sčasoma postal močno branjena utrdba.
Nemško ime Graz je bilo prvič zapisano leta 1128 in v času vladavine vojvod Babenberžanov je mestece postalo pomembno gospodarsko, komercialno in upravno središče. Leta 1281 je cesar Rudolf I. mestu podelil posebne pravice. V 14. stoletju se je v Gradcu naselila notranja avstrijska linija rodbine Habsburžanov. Ti so živeli na gradu Schlossberg, s katerega so vladali Štajerski, Koroški ter delom današnje Slovenije in Italije (Kranjski in Goriški).
Od začetka 15. stoletja je bila v Gradcu rezidenca mlajše veje Habsburžanov, ki je zasedla cesarski prestol leta 1619, s cesarjem Ferdinandom II., ta pa je dal prestolnico preseliti na Dunaj.
S svojo strateško lego v središču odprte in rodovitne doline Mure je bil Gradec večkrat oblegan (vendar neuspešno), tako leta 1481 s strani Madžarov in njihovega kralja Matije Korvina ter s strani otomanskih Turkov v letih 1529 in 1532. Razen Riegersburga je bil grad Schlossberg edina utrdba v regiji, ki je Turki niso zavzeli.
Do leta 1749 je Gradec ostal glavno mesto avstrijskih dežel (Štajerske, Koroške, Kranjske, Goriške in Istre). Nove utrdbe okoli Schlossberga so bile zgrajene proti koncu 16. stoletja. Napoleonova vojska je zasedla Gradec leta 1797. Leta 1809 se je mesto branilo ponovnega napada francoske vojske. Med napadom je bilo poveljniku trdnjave ukazano, naj ubrani trdnjavo proti 900 do 3000 Francozom. Schlossberg je uspešno zdržal 8 napadov, toda medtem je Velika armada zavzela Dunaj in cesar je ukazal, naj se branilci predajo. Sledil je poraz Avstrije proti Napoleonu v bitki pri Wagramu leta 1809, istega leta je bila v palači Schönbrunn na Dunaju podpisana mirovna pogodba. V skladu z njenimi določili so morali utrdbo na hribu Schlossberg porušiti, ostal je lahko le stolp z uro, ki je še danes nekakšen simbol mesta.
Adolf Hitler je bil leta 1938 toplo sprejet ob svojem obisku v Gradcu, malo preden je bila Avstrija z Anschlussom priključena nacistični Nemčiji. Hitler je meščanom Gradca obljubljal tisoč let uspehov in konec množične brezposelnosti. Samo sedem let kasneje, leta 1945, se je obramba predala in mesto izročila enotam Rdeče armade ter s tem Gradec rešila pred nadaljnjim uničevanjem. Do takrat je bilo med zavezniškimi bombandiranji uničeno okoli 16% stavb, na srečo pa stari del mesta ni bil močno poškodovan.
Leta 1945 je v Gradec prispela sovjetska, nato pa še angleška vojska, ki sta oblikovali svoji zasedbeni coni ter sta ostali v mestu do leta 1955.

## Izobraževanje
Univerza Karla Franca (Karl-Franzens Universität), splošno znana kot UNI, je mestna največja in najstarejša univerza, ustanovil jo je leta 1585 nadvojvoda Karel II. Večino svojega obstoja je bila pod nadzorom katoliške cerkve in je prenehala delovati leta 1782, po ukazu cesarja Jožefa II., ki je želel državi zagotoviti nadzor nad izobraževalnimi ustanovami ter jo je spremenil v licej. Le-tega je leta 1827 cesar Franc I. ponovno preoblikoval v univerzo in ji podelil ime Karl-Franzens Universität. Univerza ima danes velik pomen in na njej se izobražuje preko 30.000 študentov. Nobelov nagrajenec za medicino in psihologijo Otto Loewi je na graški univerzi poučeval od 1909 do 1938, pa tudi Johannes Kepler kot učitelj matematike. Erwin Schrödinger je bil leta 1939 kratek čas rektor graške univerze.
Na graški Tehniški univerzi (Technische Universität Graz) je leta 1875 elektrotehniko študiral ameriški izumitelj srbskega rodu Nikola Tesla.
V mestu deluje tudi znana Univerza za glasbo in uprizoritvene umetnosti (Universität für Musik und darstellende Kunst Graz), na kateri študira tudi veliko Slovencev. Mdr. je daleč naokoli znana kot šola jazza. Njeni študenti in absolventi pomembno sooblikujejo kulturno življenje v mestu.

## Judovska skupnost
Uspešno judovsko skupnost v mestu so uničili nacisti, ki so tudi požgali veliko sinagogo. Majhna skupina graških Judov se je po vojni kljub vsem prestanim grozotam vrnila v mesto. Leta 2000, na obletnico Kristalne noči, je graški mestni svet judovski skupnosti podaril novo sinagogo, v znamenje svojega opravičila in obžalovanja medvojnih dogodkov.

## Znamenitosti
Gradec je mesto z veliko znamenitosti. V njem si lahko ogledamo sloveči stolp z uro, zvonik, deželno hišo, topniški branik, Stolnica sv. Tilna, mavzolej, trg Schlossberg, Mestni park, baziliko Marije Tolažnice ...

### Grajski hrib ali Schlossberg
Na 200 metrov visoki grajski hrib z razgledno ploščadjo in znanim stolpom z uro vodi stopnišče iz samega centra mesta. Hrib ni samo razgledišče, temveč obsega tudi rožni vrt in vinograd, ponuja pa tudi gledališče na prostem, restavracijo s pivskim vrtom, vinoteko, bar in kavarno. Hrib je z urnim stolpom, simbolom Gradca, zvonikom Liesl (Lizika), kazematami in braniki pomemben del mestne arhitekture. Leta 1894 zgrajena vzpenjača ponuja panoramski pogled na mestno jedro in obiskovalce pripelje do restavracije in pivskega vrta. V zadnjih letih so obnovili staro, močno razvejeno mrežo predorov, v katerih pogosto prirejajo razstave. Uredili so tudi Dom in Berg, to je dvorano za koncerte, sprejeme, zabave in druge prireditve. Eden izmed tunelov vodi skozi celoten hrib, do vrha Schlossberga pa iz predora znotraj hriba vodi posebno dvigalo.

### Graška orožarna
V Gradcu se nahaja regionalna pokrajinska orožarna, v kateri je največja svetovna zbirka orožja iz obdobja baroka. Ta deluje od leta 1551 in ponuja na ogled več kot 3000 eksponatov.

## Arhitektura
V 16. stoletju so v mestu delovali večinoma italijanski renesančni arhitekti in umetniki. Ena od najpomembnejših stavb, zgrajenih v tem obdobju je Landhaus (Deželna hiša). Načrte zanjo je naredil Domenico dell'Allio, uporabljali pa so jo lokalni veljaki za sedež svoje oblasti.
Zgodovinski center Gradca, ki ga sestavljajo tudi srednjeveške stavbe in ima izraziti italijanski pridih, je eden od najbolje ohranjenih mestnih središč v srednji Evropi, zaradi česar ga je UNESCO leta 1999 uvrstil na seznam svetovne kulturne dediščine. Zanj je značilno harmonično zlitje tipičnih hiš iz različnih obdobij in različnih arhitekturnih slogov. Ker se Gradec nahaja na kulturni meji med Srednjo Evropo, Italijo? in Balkanom, je mesto vsrkalo različne vplive iz sosednjih regij in s tem pridobilo svoj poseben izgled. Danes staro mestno jedro sestavlja več kot 100 stavb, ki obsegajo sloge od gotike do modernizma.
V zadnjih letih je bilo zgrajenih v mestu veliko modernih javnih zgradb. Najbolj znana med njimi sta Kunsthaus (hiša moderne umetnosti) po načrtih Petra Cooka in Colina Fournierja, muzejska stavba na bregu Mure in Murinsel (otok na Muri), umetni otok v obliki školjke na reki, ki je delo ameriškega arhitekta Vita Acconci, na katerem je kavarna, odprto letno gledališče in otroško igrišče, z obrežjem pa ga povezujeta dva mostova za pešce.

## Kulturne prireditve
Leta 2003 je bil Gradec kulturna prestolnica Evrope. V mestu poteka vsakoletni festival Štajerska jesen.

## Prometne povezave
Južno od mesta leži letališče Gradec. 

## Znane osebnosti povezane z Gradcem
- Vitez Franc plemeniti Močnik, slovenski matematik, rojen v Cerknem, je v Gradcu poučeval na tamkajšnji normalki in je v Gradcu tudi pokopan.
- Arnold Schwarzenegger, filmski igralec in politik, nekdanji guverner ameriške zvezne države Kalifornije, se je rodil v bližini Gradca, v majhni vasici Thal
- Heinrich Harrer, avstrijski alpinist, geograf in pisatelj
- Lili Novy, slovenska pesnica
- Josip Ipavec, slovenski skladatelj
- Gustav Ipavec, slovenski skladatelj
- Benjamin Ipavec, slovenski skladatelj
- Jakomini
- Janez Puh, slovenski izumitelj, mehanik in proizvajalec vozil
- Nadvojvoda Janez
- Jakob Missia, prvi slovenski kardinal
- Vincenc Muhič, večletni župan Gradca
- Celestina Ekel, slovenska učiteljica glasbe, glasbenica, organistka in skladateljica

## Pobratena mesta
- Coventry, Združeno kraljestvo od 1948 (dogovor podpisan 1957)
- Montclair, New Jersey, ZDA, od 1950
- Groningen, Nizozemska, od 1965
- Darmstadt, Nemčija, od 1968
- Trondheim, Norveška, od 1968
- Pulj, Hrvaška, od 1972
- Trst, Italija, od 1973
- Maribor, Slovenija, od 1987
- Pécs, Madžarska, od 1989
- Sankt Peterburg, Rusija, od 2001
- Dubrovnik, Hrvaška, od 1994
- Ljubljana, Slovenija, od 2001

Druge oblike sodelovanja med mesti, podobne pobratenju:
- Niš, Srbija